# Jason Mitchell
Pour les articles homonymes, voir Mitchell.
Jason Mitchell  est un acteur américain né le 5 janvier 1987 à La Nouvelle-Orléans.
Il commence sa carrière au cinéma en 2011 et enchaîne de petits rôles dans des blockbusters tels que Contrebande. En 2015, Mitchell connait le succès avec NWA: Straight Outta Compton.

## Biographie
Jason Mitchell est né en janvier 1987 à La Nouvelle-Orléans, aux États-Unis.
Il fait de courtes apparitions dans Contrebande puis dans Broken City aux côtés de Mark Wahlberg. Néanmoins, c'est en 2015 que Mitchell connait le succès. Il endosse le rôle d'Eazy E dans NWA: Straight Outta Compton, film qui retrace l'histoire de NWA, un groupe gangsta rap des années 1980 et 1990. Sa performance est soulignée par les médias comme la meilleure du film. Mitchell est nommé pour plusieurs prix dont celui du meilleur espoir masculin à l'Empire Awards pour son interprétation. Il fait également une apparition dans un épisode de la série télévisée Major Crimes.
En 2016, Mitchell joue dans le film Keanu. L'année suivante, il est attendu dans Kong: Skull Island, nouveau film mettant en scène King Kong et faisant partie d'un univers commun avec Godzilla (2014). Il est ensuite dirigé par Kathryn Bigelow dans Detroit, qui revient sur les émeutes de 1967.

## Filmographie
Sauf indication contraire, les informations mentionnées dans cette section peuvent être confirmées par la base de données cinématographiques IMDb,  présente dans la section « Liens externes ».
- 2011 : Texas Killing Hums : Eleven Cashier
- 2012 : Contrebande (Contraband) de Baltasar Kormákur : Walter
- 2012 : Dragon Eyes de John Hyams : J-Dog
- 2013 : Broken City d'Allen Hughes : invité
- 2015 : NWA: Straight Outta Compton (Straight Outta Compton) de F. Gary Gray : Eazy E
- 2015 : Major Crimes (série TV) - saison 4, épisode 5 : Twizz
- 2015 : Roxxy (Vincent-N-Roxxy) de Gary Michael Schultz : Cordell
- 2016 : Keanu de Peter Atencio : Bud
- 2017 : Kong: Skull Island de Jordan Vogt-Roberts : Glenn Mill
- 2017 : Mudbound de Dee Rees : Ronsel Jackson
- 2017 : Detroit de Kathryn Bigelow : Carl
- 2017 : The Disaster Artist de James Franco : Nate
- 2018 : Tyrel de Sebastián Silva :
- 2018 : Philip K. Dick's Electric Dreams (série TV) - 1 épisode : Lenny
- 2018 : Superfly de Director X : Eddie
- 2018 : The Chi : Brandon
- 2019 : Nevada (The Mustang) de Laure de Clermont-Tonnerre : Henry

## Récompenses et distinctions

### Récompenses
- 2015 : African-American Film Critics Association : Meilleur acteur dans un second rôle pour NWA: Straight Outta Compton
- 2015 : Black Film Critics Circle Awards : Meilleure distribution d'ensemble pour NWA: Straight Outta Compton

### Nominations
- 2016 : Empire Awards : Meilleur espoir masculin

## Voix françaises
- Mohad Sanou dans : 
  - NWA: Straight Outta Compton
  - Kong: Skull Island
  - Mudbound
  - Detroit

et aussi
- Namakan Koné dans Dragon Eyes
- Jean-Baptiste Anoumon dans Barry (téléfilm)
- Pablo Hertsens dans Keanu
- Eilias Changuel dans Philip K. Dick's Electric Dreams (série télévisée)